# Чумацький шлях (торгівля)

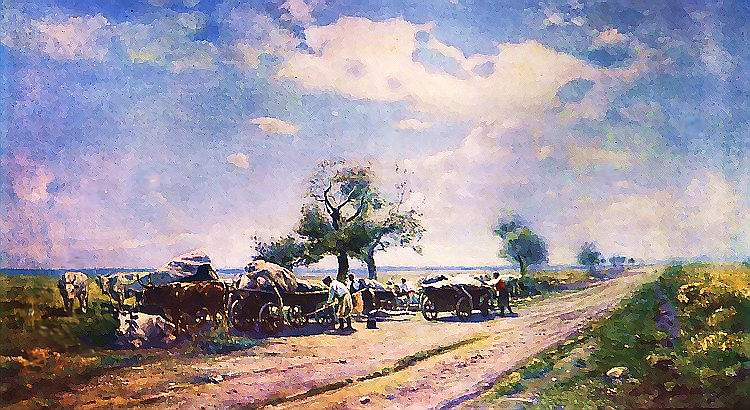
Чумацький Ромоданівський шлях
Сергій Васильківський, 1901 — 1908 рр.

Чума́цький шлях — торгово-візницький шлях, яким чумаки з 16-го по 19 століття возили сіль з чорноморського узбережжя Криму, а з України — хліб та інші сільськогосподарські продукти. 
Шлях пролягав лівим берегом Дніпра через запорозькі степи до Перекопу, а звідти — у Крим. Втратив своє значення в 1870-80 роках у зв'язку з розвитком залізниць і річкового транспорту та припинення чумацького промислу.

## Див. також

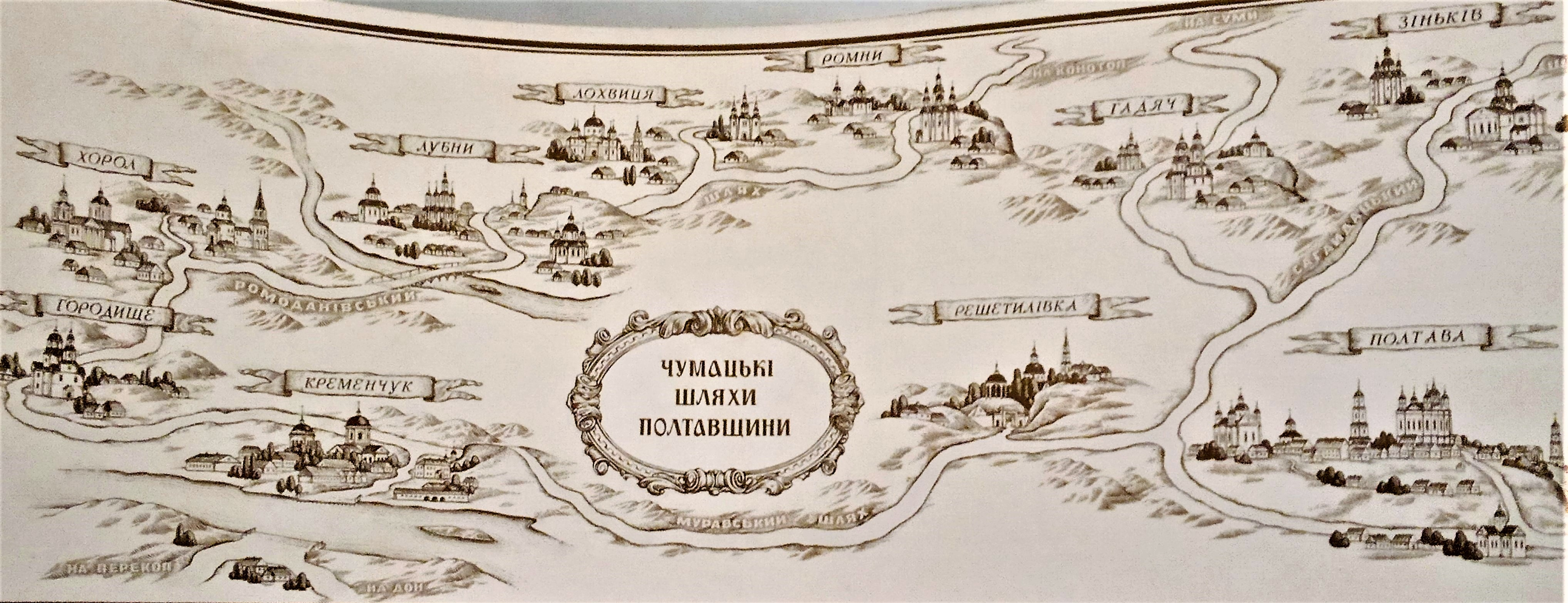
Чумацькі шляхи Полтавщини.